# União Socialista Árabe (Líbia)
União Socialista Árabe da Líbia (em árabe: الاتحاد الاشتراكي العربي الليبي, Al-Ittiḥād Al-Ištirākī Al-ʿArabī Al-Liby)  foi um partido político na Líbia de 1971 a 1977 liderado por Muammar Gaddafi. Gaddafi atuou como presidente do partido. 
Muitos aspectos da revolução socialista líbia de Muammar Gaddafi foram baseadas na revolução de Gamal Abdel Nasser. Como Nasser, Gaddafi tomou o poder com um Movimento dos Oficiais Livres que, em 1971, se tornou a União Socialista Árabe da Líbia.  Tal como o seu homólogo egípcio, a União Socialista Árabe Líbia foi o único partido legal e foi concebida como um veículo para a expressão nacional integrada e não como um partido político.
Bashir Hawady foi o secretário-geral do partido.  Em maio de 1972, a União Socialista Árabe líbia e União Socialista Árabe do Egito concordaram em fundir os dois partidos em um único órgão. 